# شارع 90 (مسلسل)
شارع 90، مسلسل كويتي. من تاليف «عبد المحسن الروضان»  واخراج «جمعان الرويعي». إنتاج عام 2012
يتحدث العمل عن العلاقات بين الجيران في الكويت رغم اختلاف المذاهب والأصول فعائلة وضحى عائلة بدوية بينما عائلة ضاحي وشيخة عائلة حضرية والعائلة الثالثة فاطمة وابنيها علي وحوراء من المذهب الشيعي.

## الفنانين المشاركين
- أسمهان توفيق بدور وضحى.
- جاسم النبهان بدور ضاحي.
- باسمة حمادة بدور منيرة.
- زهرة الخرجي بدور فاطمة.
- خالد البريكي بدور صقر.
- شيماء علي بدور حوراء ابنة فاطمة.
- مرام بدور العنود.
- غزلان بدور عذوب.
- حمد اشكناني بدور علي ابن فاطمة.
- أسامة المزيعل بدور فرحان.
- نور بدور ابتهال.
- ريم ارحمة بدور جواهر.
- عبد الله عباس بدور عقاب.
- شهاب حاجية بدور بو دعيج.
- رونق بدور أم دعيج.
- عيسى الحمر بدور عبد الوهاب.
- عبد العزيز الأسود بدور نادر.
- زينة ماتقي بدور أبرار.
- أمل محمد بدور أم عبد الوهاب.
- خلود محمد